# مقاطعة مينوميني (ولاية ويسكونسن)
مقاطعة مينوميني هي مقاطعة في ويسكونسن، بلغ عدد سكانها 4٬232  نسمة، في 2010، عاصمتها كيشينا، تبلغ مساحتها 945 كيلومتر مربع.

## الموقع
تشترك في الحدود مع:
- مقاطعة أوكونتو
- مقاطعة شاوانو
- مقاطعة لانغلاد.

## التقسيمات الإدارية
- كيشينا.